# Internationales Komitee für Technikgeschichte
Das Internationale Komitee für Technikgeschichte (ICOHTEC) wurde auf einer Tagung der Internationalen Vereinigung für Wissenschaftsgeschichte und -theorie (IUHPST) im Sommer 1968 in Paris gegründet.
Die Initiative zur Gründung war die Idee von Melvin Kranzberg, Professor für Technologiegeschichte an der Case Western Reserve University in Cleveland, Ohio, USA. 1968, während der Spannungen des Kalten Kriegs, als die nördliche Hemisphäre noch in zwei waffenstarrende Systeme gespalten war und es kaum wissenschaftlichen Austausch zwischen Ost und West gegeben hat, wollte Kranzberg mit dieser neuen Gesellschaft ein Forum für den Wissensaustausch zwischen den Forschern und Forschungsinstituten in den Ländern der Warschauer Paktes und der NATO etablieren und damit die Grenzen des Eisernen Vorhangs durchlässiger machen. Für ihn war die Geschichte der Technologie, eine neue Disziplin, die noch nicht wie andere Zweige der Geschichte mit ideologischer oder politischer Fracht belastet war ein idealer Ort, an dem Wissenschaftler aus Ost und West Gemeinsamkeiten finden konnten. Kranzberg wurde dabei unter anderem von Maurice Daumas aus Frankreich, Eugene Olszewski aus Polen und SJ Schuchardine aus der UdSSR unterstützt, die auch gemeinsam zum ersten Vorstand der ICOHTEC gewählt wurden. Zu erwähnen ist auch, dass Kranzberg zuvor schon die US-amerikanische Society for the History of Technology (SHOT) und ihre Zeitschrift Technology and Culture gegründet hatte.
ICOHTEC ist über ihre Muttergesellschaft, die Internationale Vereinigung für Wissenschaftsgeschichte und -theorie (IUHPST) mit der UNESCO verbunden. Sie beteiligt sich als Commission der IUPS/DHST alle vier Jahre an deren großem Kongress, dem International Congress for the History of Science and Technology, ICHST.
Nach der Wende hat ICOHTEC sich von einer Gesellschaft mit entsendeten Landesvertretern zu einer Gesellschaft persönlicher Mitglieder gewandelt, die jedem Wissenschaftler und Museumsangehörigen aus dem Feld Technikgeschichte offensteht. Der Zweck der Gesellschaft war immer Wissenschaftler aus verschiedenen Ländern zusammenzubringen, ihnen Diskussionen zu ermöglichen und die Entwicklung der Technikgeschichte zu fördern. Bekannt ist ICOHTEC als Rahmen für zahlreiche Neuansätze in der Technikgeschichte, die auf ihren Symposien vorgetragen und durch thematische Sektionen über mehrere Jahre gefördert wurden. Regelmäßig werden Tagungsberichte in der Zeitschrift Technology and Culture veröffentlicht.
Während es früher um wissenschaftliche Ansätze aus Ost und West ging, stellt sich gegenwärtig vorrangig die Frage, wie sich die Technikgeschichte auf anderen Kontinenten fördern lässt. Die Mehrzahl der Mitglieder stammt aus Europa und Nordamerika. Zunehmend erweitert sich die Mitgliedsliste aber auch um Technikhistoriker aus Indien und China.
Die meisten Tagungen werden in Europa ausgerichtet, obwohl 2005 in Zusammenarbeit mit der ICHST der Kongress in Peking stattfand. 2009 folgte eine ICOHTEC-Tagung in Victoria, Kanada, 2015 folgte Tel Aviv, Israel und 2017 hat die ICOHTEC, wiederum als Teil der ICHST, in Rio de Janeiro, Brasilien getagt.
Die jährlichen Symposien werden regelmäßig von 150 bis 400 Teilnehmern besucht. Im Sommer 2020 war auf Einladung der Technischen Universität Eindhoven das jährliche Treffen geplant, musste dann aber wegen der weltweit grassierenden COVID-19-Pandemie als digitale Tagung veranstaltet werden. ICOHTEC digital 2020 war eine der ersten virtuellen Konferenzen in den Geistes- und Sozialwissenschaften.
Eine Auswahl der auf den Symposien gehaltenen Vorträge wird in der seit 2020 halbjährlich erscheinenden peer-reviewed Zeitschrift ICON der ICOHTEC veröffentlicht. Seit etwa zwanzig Jahren verleiht ICOHTEC zudem zwei Preise für hervorragende technikhistorische Publikationen, den Turriano-ICOHTEC Preis für Bücher und Dissertationen, sowie den Maurice-Daumas-Preis für Artikel. Beide dienen der Förderung junger Wissenschaftler.
Seit 2016 veranstaltet die ICOHTEC regelmäßig Summer Schools für junge Akademiker, die in Verbindung mit den jährlichen Symposien stattfinden. Sie widmen sich wichtigen Themen der Technikgeschichte und sind häufig mit den Hauptthemen der Tagungen verknüpft. Gleichzeitig bieten sie den Teilnehmern die Möglichkeit, ihre Projekte mit bekannten Lehrenden zu diskutieren.